# 32520 Jontihorner
32520 Jontihorner este o planetă minoră (asteroid), cu un diametru de 3,987 km, din centura de asteroizi. A fost descoperită pe 21 iulie 2001 la Stația Anderson Mesa de Lowell Observatory Near-Earth-Object Search. 
Obiectul prezintă o orbită caracterizată de o semiaxă mare de 2,7690314 UAi, o excentricitate de 0,15, o înclinație de 9,45343 ° în raport cu ecliptica.